# Joan Miquel Mestre de Vallestàvia
Joan Miquel Mestre de Vallestàvia (segle xvii) fou un militar català conegut com «l'hereu Just de Vallestàvia», comandant d'una partida de miquelets durant la revolta dels angelets de la terra.
Després d'haver mort un guàrdia a Calmella el 3 de setembre del 1669, un pagès de Ceret l'11 d'octubre i un segon guàrdia a Fontcoberta l'11 de novembre, el 22 cremà un edifici. L'hereu Just es mostrà amb tanta imprudència que el 22 de gener del 1670 va ser capturat a la carretera de Camprodon pels francesos del batlle de Prats de Molló, que el dugueren a la ciutat. Els seus companys de revolta Josep de la Trinxeria i Damià Noel atacaren Prats de Molló per a alliberar-lo. El governador, el batlle i la guarnició es feren forts a l'església; aleshores, els angelets segrestaren la dona i els fills del governador i els bescanviaren per en Mestre. El 14 d'abril del 1671 el Consell condemnà a mort en Trinxeria, els seus lloctinents i els seus còmplices, i els angelets es refugiaren a l'altra banda de la frontera després d'haver-ho pactat amb el govern espanyol, en guerra amb França.